# Adler Mannheim
Adler Manheim – niemiecki klub hokejowy z siedzibą w Mannheimie.

## Dotychczasowe nazwy klubu
- Mannheimer ERC (1938–1994)
- Adler Mannheim (od 1994)

## Historia
Klub został utworzony w 1938 roku, ale wskutek wojny zaprzestał działalności, którą wznowiono w 1948 roku. Największymi sukcesami klubu są Mistrzostwo RFN w 1980 roku, Mistrzostwa Niemiec w latach 1997, 1998, 1999, 2001 i 2007. W 2003 i 2007 roku drużyna zdobywała Puchar Niemiec. Klub posiada również sekcję hokeju na lodzie kobiet.
Po śmierci długoletniego bramkarza drużyny, Roberta Müllera, klub ten zastrzegł w 2009 roku numer 80, z którym występował on na koszulce w barwach drużyny z Mannheim. W 2011 po śmierci innego byłego zawodnika klubu Roberta Dietricha, który zginął 7 września 2011 w katastrofie samolotu pasażerskiego Jak-42D w pobliżu Jarosławia, został zastrzeżony numer 20.

## Sukcesy
- Złoty medal mistrzostw Niemiec: 1980, 1997, 1998, 1999, 2001, 2007, 2015, 2019
- Srebrny medal mistrzostw Niemiec: 1982, 1983, 1985, 1987, 2002, 2005, 2012
- Puchar Niemiec: 2003, 2007